# Критерий Поста
Критерий Поста — одна из центральных теорем в теории булевых функций, устанавливающая необходимое и достаточное условие для того, чтобы некоторый набор булевых функций обладал достаточной выразительностью, чтобы представить любую булеву функцию. Впервые сформулирован американским математиком Эмилем Постом.
В середине 60-х годов почти одновременно в СССР и во Франции появились работы, где с иных позиций и в более доступной форме излагались результаты Поста. В 80-е годы сразу целому ряду исследователей с использованием различных подходов и различной техники удалось получить достаточно компактные доказательства результатов Поста.
Алгебраический подход в изучении замкнутых классов булевых функций (подалгебр итеративной алгебры Поста над множеством {\displaystyle {\mathsf {B}}=\{0,1\}}) принадлежит А. И. Мальцеву.

## Алгебра Поста и замкнутые классы
Булева функция — это функция типа {\displaystyle {\mathsf {B}}^{n}\to {\mathsf {B}}}, где {\displaystyle {\mathsf {B}}=\{0,1\}}, а {\displaystyle n} — арность. Количество различных функций арности {\displaystyle n} равно {\displaystyle 2^{2^{n}}}, общее же количество различных булевых функций бесконечно. Вместе с тем, очевидно, что многие функции могут быть выражены через другие с использованием оператора суперпозиции. Например, давно известно, что из дизъюнкции и отрицания можно, используя законы де Моргана, получить конъюнкцию. Кроме того, любая булева функция может быть представлена в виде ДНФ, то есть, в терминах конъюнкции, дизъюнкции и отрицания. Возникает естественный вопрос: как определить, будет ли данный набор функций достаточным, чтобы представить любую булеву функцию? Такие наборы называются функционально полными. Теорема Поста даёт ответ на этот вопрос. Поскольку условие теоремы является необходимыми и достаточным, её называют также критерием.
Идея теоремы состоит в том, чтобы рассматривать множество всех булевых функций {\displaystyle {\mathsf {PA}}} как алгебру относительно операции суперпозиции. Сейчас она носит имя алгебра Поста. Эта алгебра содержит в качестве своих подалгебр множества функций, замкнутых относительно суперпозиции. Их называют ещё замкнутыми классами. Пусть {\displaystyle R} — некоторое подмножество {\displaystyle {\mathsf {PA}}}. Замыканием {\displaystyle [R]} множества {\displaystyle R} называется минимальная подалгебра {\displaystyle {\mathsf {PA}}}, содержащая {\displaystyle R}. Иными словами, замыкание состоит из всех функций, которые являются суперпозициями {\displaystyle R}. Очевидно, что {\displaystyle R} будет функционально полно тогда и только тогда, когда {\displaystyle [R]={\mathsf {PA}}}. Таким образом, вопрос, будет ли данный класс функционально полон, сводится к проверке того, совпадает ли его замыкание с {\displaystyle {\mathsf {PA}}}.
Оператор {\displaystyle [\_]} является оператором замыкания. Иными словами, он обладает (среди прочих) свойствами:
- {\displaystyle R\subseteq [R]} — экстенсивность;
- {\displaystyle R_{1}\subseteq R_{2}\Rightarrow [R_{1}]\subseteq [R_{2}]} — монотонность;
- {\displaystyle [[R]]=[R]} — идемпотентность.

Говорят, что множество функций {\displaystyle Q} порождает замкнутый класс {\displaystyle R} (или класс {\displaystyle R} порождается множеством функций {\displaystyle Q}), если {\displaystyle [Q]=R}. Множество функций {\displaystyle Q} называется базисом замкнутого класса {\displaystyle R}, если {\displaystyle [Q]=R} и {\displaystyle [Q_{1}]\neq R} для любого подмножества {\displaystyle Q_{1}} множества {\displaystyle Q}, отличного от {\displaystyle Q}.
Если к подалгебре {\displaystyle {\mathsf {PA}}}, не совпадающей с {\displaystyle {\mathsf {PA}}} прибавить один элемент, ей не принадлежащий, и образовать замыкание, результатом будет новая подалгебра, содержащая данную. При этом, она совпадёт с {\displaystyle {\mathsf {PA}}}, в том и только в том случае, если между исходной подалгеброй, и {\displaystyle {\mathsf {PA}}} нет никаких других подалгебр, то есть, если исходная подалгебра была максимальной. Таким образом, для того, чтобы проверить, что данное множество функций {\displaystyle R} функционально полно, достаточно убедиться, что оно не входит целиком ни в одну из максимальных подалгебр {\displaystyle {\mathsf {PA}}}. Оказывается, что таких подалгебр всего пять, и вопрос принадлежности к ним может быть решён просто и эффективно.

## Двойственность, монотонность, линейность. Критерий полноты
Ниже приведены некоторые следствия, вытекающие из теорем о двойственных функциях.
- Если {\displaystyle R} — замкнутый класс, то {\displaystyle R^{*}} — также замкнутый класс.
- Множество {\displaystyle S} образует замкнутый класс.
- Если {\displaystyle R=[Q]} , то {\displaystyle R^{*}=[~Q^{*}]}. В частности, если {\displaystyle Q} — базис класса {\displaystyle R}, то {\displaystyle Q^{*}} — базис класса {\displaystyle R^{*}}.

Перейдем теперь к выяснению полноты конкретных наборов функций.

### Основные классы функций: T0, T1, S, M, L
- Функция {\displaystyle f(x_{1},x_{2},\ldots ,x_{n})} называется сохраняющей ноль, если {\displaystyle f(0,0,\ldots ,0)=0}. Класс таких функций называется {\displaystyle T_{0}}.
- Функция {\displaystyle f(x_{1},x_{2},\ldots ,x_{n})} называется сохраняющей единицу, если {\displaystyle f(1,1,\ldots ,1)=1}. Класс таких функций называется {\displaystyle T_{1}}.
- Функция называется самодвойственной, если на противоположных наборах она принимает противоположные значения, то есть для самодвойственной функции {\displaystyle f(x_{1},x_{2},\dots ,x_{n})} выполняется тождество {\displaystyle f(x_{1},x_{2},\dots ,x_{n})={\overline {f({\bar {x}}_{1},{\bar {x}}_{2},\dots ,{\bar {x}}_{n})}}}. Класс таких функций называется {\displaystyle S}.
- Функция называется монотонной: {\displaystyle (\beta _{1},\beta _{2},\ldots ,\beta _{n})\geq (\alpha _{1},\alpha _{2},\ldots ,\alpha _{n})\Rightarrow f(\beta _{1},\beta _{2},\ldots ,\beta _{n})\geq f(\alpha _{1},\alpha _{2},\ldots ,\alpha _{n})}. Класс таких функций называется {\displaystyle M}.
  - {\displaystyle (\beta _{1},\beta _{2},\ldots ,\beta _{n})\geq (\alpha _{1},\alpha _{2},\ldots ,\alpha _{n})\Leftrightarrow \forall i(\beta _{i}\geq \alpha _{i})}.
- Функция называется линейной, когда её можно представить полиномом Жегалкина первой степени, то есть {\displaystyle f(x_{1},x_{2},\ldots ,x_{n})=\alpha _{0}\oplus \alpha _{1}x_{1}\oplus \alpha _{2}x_{2}\oplus \ldots \oplus \alpha _{n}x_{n};} {\displaystyle \alpha _{0},\alpha _{i}\in \{0,1\}(i\in {\overline {1,n}})}. Класс таких функций называется {\displaystyle L}.

### Теорема о замкнутости основных классов функций
Отметим, что ни один из замкнутых классов {\displaystyle S,M,L,T_{0},T_{1}} целиком не содержится в объединении остальных четырёх. Это вытекает из следующих соотношений:
1. {\displaystyle \{{\bar {x}},xy\oplus xz\oplus yz\}\subset S\setminus (M\cup L\cup T_{0}\cup T_{1})}.
2. {\displaystyle \{0,1,x\lor y\}\subset M\setminus (S\cup L\cup T_{0}\cup T_{1})}.
3. {\displaystyle \{1,x\oplus y\}\subset L\setminus (S\cup M\cup T_{0}\cup T_{1})}.
4. {\displaystyle \{x\oplus y,xy\}\subset T_{0}\setminus (S\cup M\cup L\cup T_{1})}.
5. {\displaystyle \{x\oplus y\oplus 1,x\lor y\}\subset T_{1}\setminus (S\cup M\cup L\cup T_{0})}.

Всякий нетривиальный (отличный от {\displaystyle P_{2}}) замкнутый класс булевых функций целиком содержится хотя бы в одном из классов {\displaystyle S,M,L,T_{0},T_{1}}.

## Формулировка критерия
Система булевых функций F является полной тогда и только тогда, когда она целиком не принадлежит ни одному из замкнутых классов {\displaystyle S,M,L,T_{0},T_{1}}.

То есть когда в ней можно реализовать пять функций: несамодвойственную, немонотонную, нелинейную, не сохраняющую 0 и не сохраняющую 1.

## Доказательство

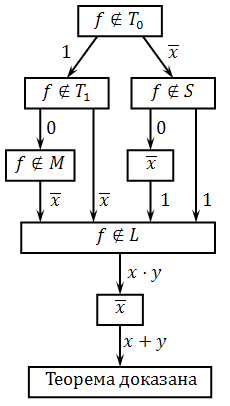
Порядок перебора вариантов при доказательстве критерия Поста

Доказательство критерия Поста основано на том, что система функций (И, ИЛИ и НЕ) является полной. Таким образом, любая система, в которой реализуемы эти три функции, также является полной. Докажем, что в системе, удовлетворяющей критерию Поста, всегда можно реализовать конъюнкцию, дизъюнкцию и отрицание.

### Имея функцию, не сохраняющую 0, получим инвертор или константу 1
Рассмотрим функцию, не принадлежащую классу Т0. Для неё
{\displaystyle f(0,0,...,0)=1}.
Эта функция может принадлежать, а может не принадлежать классу Т1. 
- В первом случае {\displaystyle f(1,1,...,1)=1,} тогда {\displaystyle f(x,x,...,x)=1,} и мы имеем константу единицы.
- Во втором случае {\displaystyle f(1,1,...,1)=0,} тогда {\displaystyle f(x,x,...,x)={\overline {x}},} и мы имеем инвертор.

### Имея функцию, не сохраняющую 1, получим инвертор или константу 0
Рассмотрим функцию, не принадлежащую классу Т1. Для неё
{\displaystyle f(1,1,...,1)=0}.
Эта функция может принадлежать, а может не принадлежать классу Т0.
- В первом случае {\displaystyle f(0,0,...,0)=0,} тогда {\displaystyle f(x,x,...,x)=0,} и мы имеем константу нуля.
- Во втором случае {\displaystyle f(0,0,...,0)=1,} тогда {\displaystyle f(x,x,...,x)={\overline {x}},} и мы имеем инвертор.

### Имея инвертор и несамодвойственную функцию, получим одну из констант
Рассмотрим функцию, не принадлежащую классу S самодвойственных функций. Для неё найдётся такой набор входных переменных X, что
{\displaystyle f(x_{1},x_{2},...,x_{n})=f({\overline {x}}_{1},{\overline {x}}_{2},...,{\overline {x}}_{n})}.
Пусть, например, {\displaystyle f(0,1,0)=f(1,0,1)=1,} тогда {\displaystyle f(x,{\overline {x}},x)=1} и мы имеем константу 1.
Аналогично, если, например, {\displaystyle f(0,0,0,1)=f(1,1,1,0)=0,} тогда {\displaystyle f(x,x,x,{\overline {x}})=0} и мы имеем константу 0.
В любом случае, имея инвертор и несамодвойственную функцию мы можем получить одну из констант.

### Имея инвертор и одну из констант, получим другую константу
Если в одном из вышеперечисленных случаев мы получили инвертор и одну из констант, вторую константу получим с помощью инвертора: {\displaystyle {\overline {0}}=1} или {\displaystyle {\overline {1}}=0.}

### Имея немонотонную функцию и обе константы, получим инвертор
Для немонотонной функции обязательно найдётся такой набор входных переменных, что 
{\displaystyle f(x_{1},x_{2},...,0,...,x_{n})=1} и
{\displaystyle f(x_{1},x_{2},...,1,...,x_{n})=0}.
Пусть, например, {\displaystyle f(1,1,0)=0} и {\displaystyle f(1,0,0)=1}. Тогда {\displaystyle f(1,x,0)={\overline {x}}}.
В любом случае, имея немонотонную функцию и обе константы, мы можем получить инвертор.

### Имея нелинейную функцию, инвертор и обе константы, получим конъюнкцию
Нелинейная функция по определению имеет в полиноме Жегалкина хотя бы один член, содержащий конъюнкцию нескольких переменных. Пусть переменные {\displaystyle x_{1},x_{2}} содержатся в этой конъюнкции, тогда {\displaystyle f(x_{1},x_{2},x_{3},...,x_{n})=x_{1}x_{2}A(x_{3},...,x_{n})\oplus x_{1}B(x_{3},...,x_{n})\oplus x_{2}C(x_{3},...,x_{n})\oplus D(x_{3},...,x_{n})}, где {\displaystyle A,B,C,D} — полиномы Жегалкина.
Так как {\displaystyle A(x_{3},...,x_{n})} — не константа 0, ведь {\displaystyle x_{1}x_{2}} содержатся в полиноме Жегалкина функции {\displaystyle f}, то {\displaystyle A(x_{3},...,x_{n})=1} на некотором наборе {\displaystyle \alpha =(x_{3},...,x_{n}).}
Тогда {\displaystyle f(x_{1},x_{2},\alpha )=x_{1}x_{2}A(\alpha )\oplus x_{1}B(\alpha )\oplus x_{2}C(\alpha )\oplus D(\alpha )=x_{1}x_{2}\oplus x_{1}b\oplus x_{2}c\oplus d}, где {\displaystyle b,c,d\in \{0,1\}.}
{\displaystyle f(x_{1}\oplus c,x_{2}\oplus b,\alpha )=x_{1}x_{2}\oplus bc\oplus d}, то есть в зависимости от значения {\displaystyle bc\oplus d} мы получили {\displaystyle x_{1}x_{2}} или {\displaystyle {\overline {x_{1}x_{2}}}.}
Таким образом, имея нелинейную функцию, инвертор и константы 1 и 0 можно получить конъюнкцию.

### Имея конъюнкцию и инвертор, получим дизъюнкцию
Имея инвертор и конъюнкцию, всегда можно получить дизъюнкцию:
{\displaystyle x_{1}\lor x_{2}={\overline {{\overline {x}}_{1}{\overline {x}}}}_{2}.}
Теорема доказана.

## Следствие
Функция {\displaystyle f} в одиночку является полной системой тогда и только тогда, когда:
1. {\displaystyle f(0,0,...,0)=1}.
2. {\displaystyle f(1,1,...,1)=0}.
3. {\displaystyle f} не является самодвойственной.

Примерами функций, в одиночку являющихся полной системой, будут штрих Шеффера {\displaystyle x|y={\overline {x\operatorname {\&} y}}} и стрелка Пирса {\displaystyle x\downarrow y={\overline {x\vee y}}}.

## Теорема о максимальном числе функций в базисе
Максимальное число функций в базисе алгебры логики равно 4.

### Доказательство
1)  Докажем, что из любой полной системы функций можно выделить полную подсистему, состоящую не более чем из четырёх функций.
Согласно критерию Поста, в полной системе должны присутствовать пять функций:
{\displaystyle f_{0}\not \in T_{0};f_{1}\not \in T_{1};f_{S}\not \in S;f_{M}\not \in M;f_{L}\not \in L}.
Рассмотрим функцию {\displaystyle f_{0}}. Возможны два случая:
- {\displaystyle f_{0}\in T_{1},} тогда: {\displaystyle f_{0}\not \in S} и система {\displaystyle [f_{0},f_{1},f_{M},f_{L}]} полна.
- {\displaystyle f_{0}\not \in T_{1},} тогда: {\displaystyle f_{0}\not \in M,T_{1}} и система {\displaystyle [f_{0},f_{S},f_{L}]} полна.

2)  Покажем, что существует базис из четырёх функций. Рассмотрим систему функций {\displaystyle \{0,1,x\cdot y,x\oplus y\oplus z\}}. Эта система полна:
{\displaystyle 0\not \in T_{1},S;1\not \in T_{0};x\cdot y\not \in L;x\oplus y\oplus z\not \in M}.
Однако ни одна его подсистема не полна:
- {\displaystyle \{0,1,x\cdot y\}\subseteq M};
- {\displaystyle \{0,1,x\oplus y\oplus z\}\subseteq L};
- {\displaystyle \{0,x\cdot y,x\oplus y\oplus z\}\subseteq T_{0}};
- {\displaystyle \{1,x\cdot y,x\oplus y\oplus z\}\subseteq T_{1}}.

Теорема доказана.